# Аріушд
Аріушд (рум. Ariușd) — село у повіті Ковасна в Румунії. Входить до складу комуни Вилчеле.
Село розташоване на відстані 152 км на північ від Бухареста, 12 км на південний захід від Сфинту-Георге, 14 км на північ від Брашова.

## Населення
За даними перепису населення 2002 року у селі проживали 514 осіб.
Національний склад населення села:
| Національність | Кількість осіб | Відсоток |
| -------------- | -------------- | -------- |
| румуни         | 216            | 42,0%    |
| угорці         | 152            | 29,6%    |
| цигани         | 145            | 28,2%    |

Рідною мовою назвали:
| Мова      | Кількість осіб | Відсоток |
| --------- | -------------- | -------- |
| румунська | 364            | 70,8%    |
| угорська  | 149            | 29,0%    |

## Археологія
Поряд з селищем знаходиться важлива археологічна пам'ятка; нижні шари відповідають культурі Трипілля-Кукутень, а верхні - культурі Шнекенберг.

## Галерея

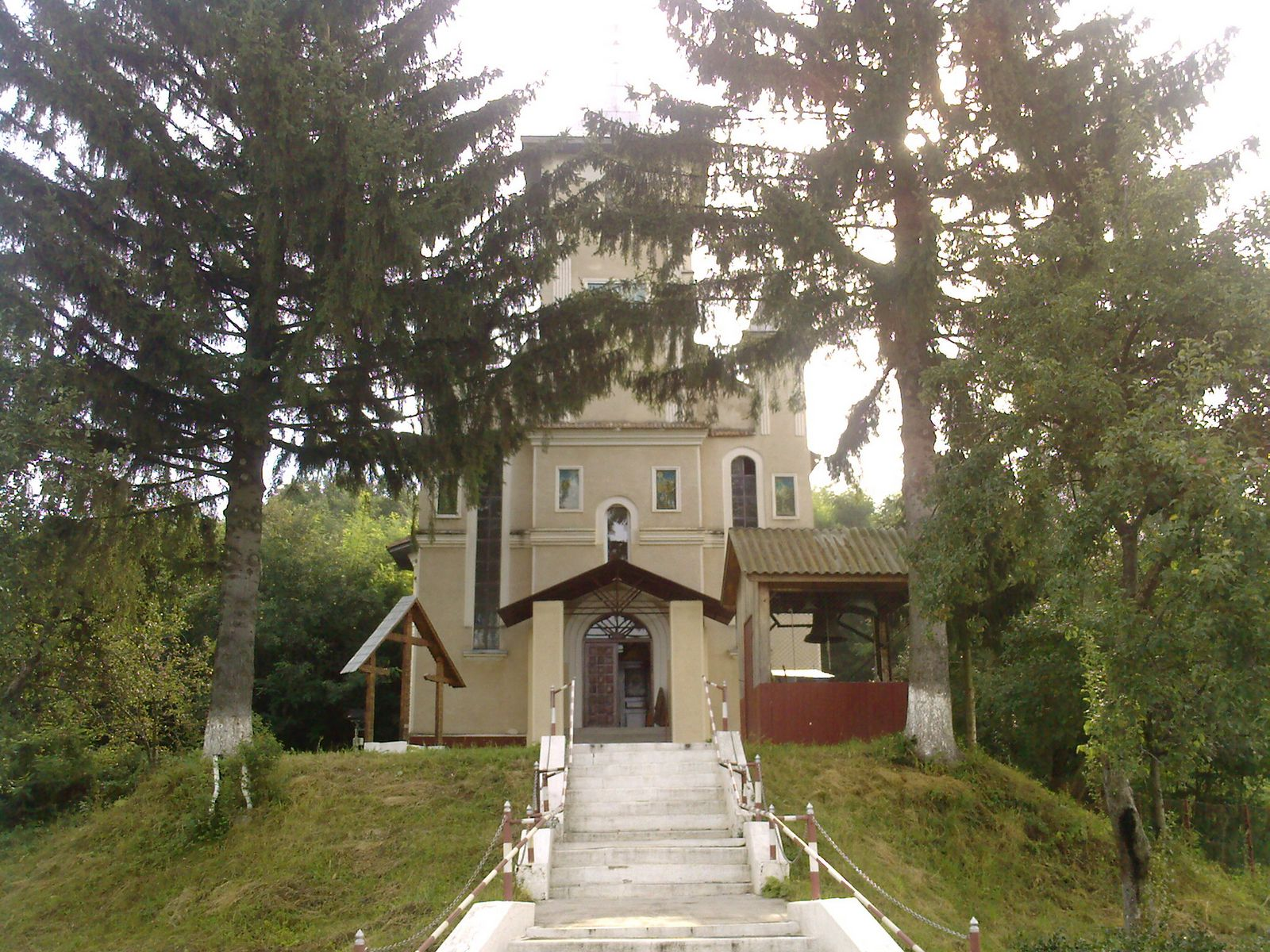
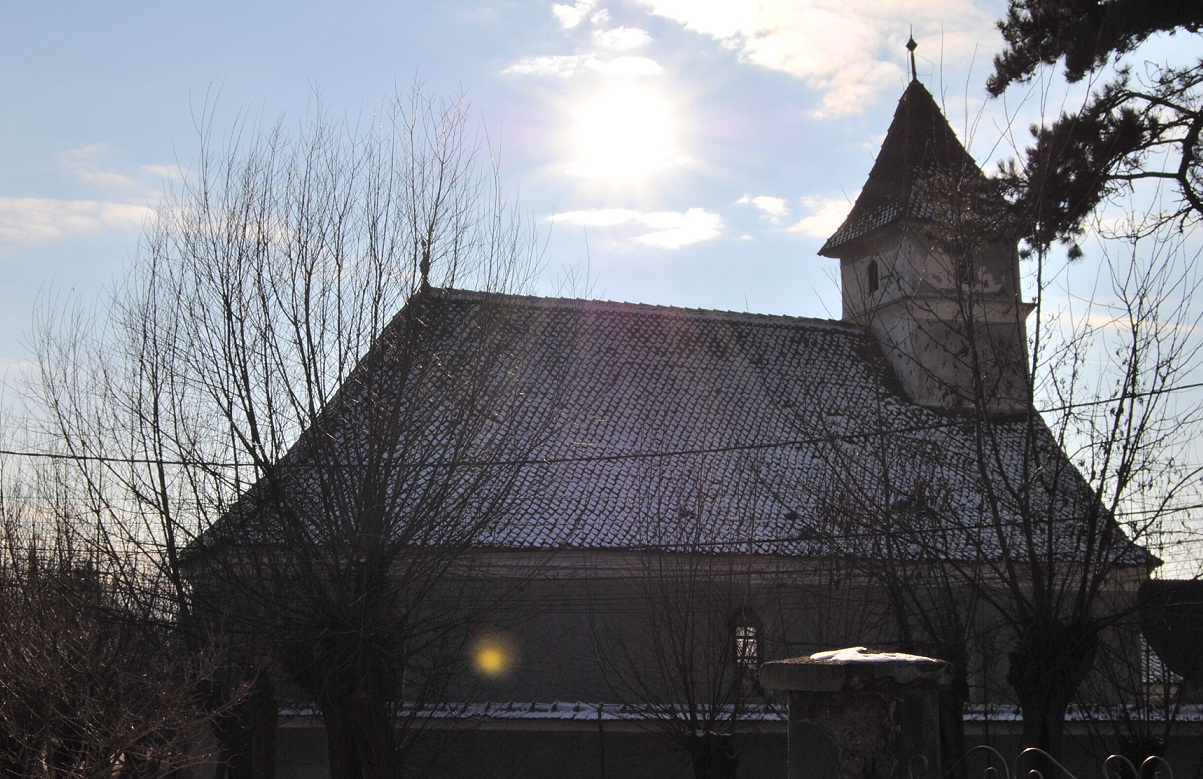
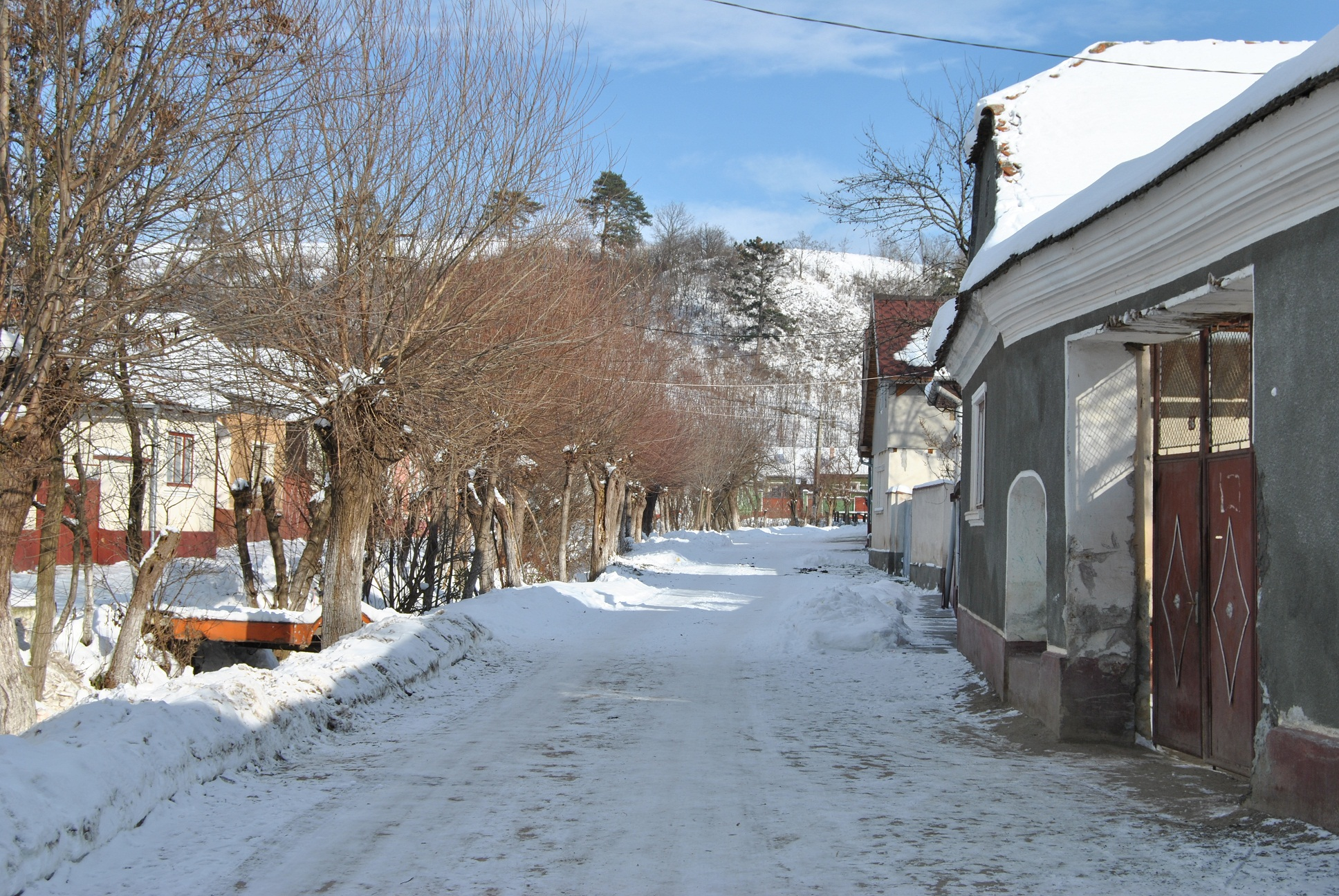

| Румунія | Це незавершена стаття з географії Румунії. Ви можете допомогти проєкту, виправивши або дописавши її. |